# 제7사단 (육상자위대)
제7사단(일본어: 第7師団 다이 나나 시단[*])은 북부방면대 예하 사단이자, 육상자위대에서 단 하나뿐인 기갑 부대이다. 홋카이도 지토세시, 히가시치토세 주둔지에 주둔하고 있다.

## 역사
1955년 12일 1일, 마코마나이 주둔지에서 제7혼성단으로 창설되었으며, 5년이나 걸려 1960년 1월 편성을 마쳤다. 이듬해 1961년 2월에는 기계화 보병 부대로 개편되었다.
1962년 1월 히가시치토세 주둔지로 옮겨가, 같은 해 7월에 육상자위대의 13개 사단 창설 계획에 따라 제11, 23, 24보통과연대를 예속하여 제7사단으로 개편되었다.
1976년 2월, 74식 전차가 배치되었다. 1981년 3월, 기갑사단으로 개편하게 되면서 제11보통과연대가 개편되고 제7전차대대가 제71전차연대로 증편, 제1전차단을 재편성한 제72, 73전차연대를 배속받았다. 대신 제23보통과연대는 해체되고, 제24보통과연대는 제9사단으로 옮겨갔다.
1992년 6월, 90식 전차가 제71전차연대, 89식 장갑전투차가 제11보통과 연대에 배치되었다.
2000년 3월, 제73전차연대가 예비군부대(코어부대)화, 제7후방지원연대가 개편되었다.
2002년 3월, 제7화학방호대가 창설되었다.

## 편제
- 제7사단사령부 - 히가시치토세 주둔지
- 제11보통과연대(6개 중대) - 히가시치토세 주둔지
- 제71전차연대(5개 중대) - 기타치토세 주둔지
- 제72전차연대(5개 중대) - 기타에니와 주둔지
- 제73전차연대(5개 중대) - 미나미에니와 주둔지
- 제7고사특과연대(6개 중대) - 시즈나이 주둔지
- 제7특과연대(4개 대대별 2개 중대) - 히가시치토세 주둔지
- 제7후방지원연대 - 히가시치토세 주둔지
- 제7설비대대 - 히가시치토세 주둔지
- 제7통신대대 - 히가시치토세 주둔지
- 제7비행대 - 사포로 비행장
- 제7음악대 - 히가시치토세 주둔지
- 제7정찰대 - 히가시치토세 주둔지
- 제7화학방호대 - 히가시치토세 주둔지